# Jagdstaffel 36
La Jagdstaffel 36 (in tedesco: Königlich Preußische Jagdstaffel Nr 36, abbreviato in Jasta 36) era una squadriglia (staffel) da caccia della componente aerea del Deutsches Heer, l'esercito dell'Impero tedesco, durante la prima guerra mondiale (1914-1918).

## Storia
La Jagdstaffel 36 viene fondata l'11 gennaio del 1917, ma non riesce ad entrare in servizio prima del 21 febbraio dello stesso anno. Il giorno seguente viene assegnato il pilota Albert Dossenbach come comandante dell'unità.
La nuova squadriglia inizia come unità di supporto della 1ª armata dall'aerodromo di Le Châtelet. Il 19 giugno 1917 viene trasferita a Sailly per dare supporto alla 4ª armata. Nel marzo del 1918, quando si trasferisce a Erchin, viene assegnata alla 17ª armata per poi tornare, il 14 aprile, sotto il controllo della 4ª armata. Il 23 maggio 1918 viene assegnata alla 7ª armata dall'aerodromo di Vivaise per poi prendere l'assegnazione finale il 25 agosto 1918 a supporto della 17ª armata da Émerchicourt. Successivamente viene spostata in altri 12 aerodromi differenti ma senza più cambiare l'armata a cui presta supporto.
La squadriglia viene inizialmente equipaggiata con gli Albatros D.III e nel mese di agosto del 1917 vengono introdotti i primi Fokker Dr.I. A partire dalla primavera del 1918 alla Jasta 36 vengono assegnati i Fokker D.VII e sul termine della guerra vengono assegnati i primi Fokker D.VIII. La prima vittoria della Jasta è stata messa a segno dal comandante dell'unità il 5 aprile 1917. Il 14 febbraio 1918 entra a far parte, insieme alle Jagdstaffeln 2, 26 e 27, della Jagdgeschwader 3 comandata da Bruno Loerzer. Il Maggiore Theodor Quandt è stato l'ultimo Staffelführer (comandante) della Jagdstaffel 36, dall'agosto del 1918 fino alla fine della guerra. La Jasta è stata smobilitata l'11 novembre 1918.
Alla fine della prima guerra mondiale alla Jagdstaffel 36 vennero accreditate 112 vittorie aeree e l'abbattimento di 11 palloni frenati da osservazione. Di contro, la Jasta 36 perse 13 piloti, 2 furono fatti prigionieri di guerra, un pilota rimase ferito in incidente di volo e 15 furono feriti in azione.

## Lista dei comandanti della Jagdstaffel 36
Di seguito vengono riportati i nomi dei piloti che si succedettero al comando della Jagdstaffel 36.
| Grado    | Nome                      | Periodo                           |
| -------- | ------------------------- | --------------------------------- |
| Leutnant | Albert Dossenbach         | 22 febbraio 1917 - 2 giugno 1917  |
| Leutnant | Walter von Bülow-Bothkamp | 2 giugno 1917 - 19 giugno 1917    |
| Leutnant | Heinrich Bongartz         | 19 giugno 1917 - 29 aprile 1918   |
| Leutnant | Richard Plange            | 29 aprile 1918 - 19 maggio 1918   |
| Oberst   | Harry von Bülow-Bothkamp  | 19 maggio 1918 - 14 agosto 1918   |
| Major    | Theodor Quandt            | 14 agosto 1918 - 11 novembre 1918 |

## Lista degli aerei utilizzati della Jagdstaffel 36
- Albatros D.III
- Fokker Dr.I
- Fokker D.VII
- Fokker D.VIII